# Natalya Dukhnova
Natalya Dukhnova (née le 16 juillet 1966 à Moynaq) est une athlète biélorusse, spécialiste des courses de demi-fond.

## Biographie
Elle remporte la médaille d'or du 800 mètres lors des Championnats d'Europe en salle 1994 de Paris, en devançant dans le temps de 2 min 00 s 42 la Roumaine Ella Kovacs et la Portugaise Carla Sacramento. Cette même année, elle se classe deuxième des Championnats d'Europe en plein air, à Helsinki, derrière la Russe Lyubov Gurina.
En 1997, Natalya Dukhnova s'adjuge la médaille d'argent des Championnats du monde en salle de Paris-Bercy, s'inclinant face à la Mozambicaine Maria Mutola.

### Palmarès
| Date | Compétition                    | Lieu     | Résultat | Épreuve |
| ---- | ------------------------------ | -------- | -------- | ------- |
| 1994 | Championnats d'Europe en salle | Paris    | 1re      | 800 m   |
| 1994 | Championnats d'Europe          | Helsinki | 2e       | 800 m   |
| 1994 | Coupe du monde des nations     | Londres  | 3e       | 800 m   |
| 1996 | Jeux olympiques                | Atlanta  | 7e       | 800 m   |
| 1997 | Championnats du monde en salle | Paris    | 2e       | 800 m   |
| 1998 | Championnats d'Europe          | Budapest | 7e       | 800 m   |
| 1999 | Championnats du monde          | Séville  | 8e       | 800 m   |

### Records
| Épreuve | Épreuve   | Performance   | Lieu  | Date         |
| ------- | --------- | ------------- | ----- | ------------ |
| 800 m   | Plein air | 1 min 57 s 24 | Gomel | 22 juin 1996 |
| 800 m   | Salle     | 1 min 59 s 31 | Paris | 9 mars 1997  |